# KPC BYG
KPC BYG A/S var en dansk virksomhed, der blev grundlagt i 1979 af direktør Kurt Poulsen i Herning i Midtjylland, heraf kom navnet Kurt Poulsen Contractor, som firmaet stadigvæk hedder den dag i dag.´Firmaet er et entreprenørfirma, og specialisereder sig hovedsageligt inden for byggeri af lejligheder, kontorer samt andet erhvervsmæssigt byggeri.
Den 20. december 2005 tiltrådte Bo Knudsen direktionsstillingen i KPC BYG.
Selskabet havde Afdelinger i Herning, og København.

## Links
kpc-byg.dk Arkiveret 19. juni 2006 hos  Wayback Machine